# Naturhistorische Gesellschaft Hannover

Logo der NGH

Die Naturhistorische Gesellschaft Hannover (NGH) ist ein gemeinnütziger Verein mit Sitz in Hannover, dessen Zweck die Förderung und Verbreitung der Kenntnisse von der Natur ist. Die Gesellschaft wurde 1797 zunächst als eine Lesegesellschaft gegründet, aus der 1801 mit der Genehmigung ihrer Satzung die NGH hervorging. Die NGH hat 475 Mitglieder und ist heute die zweitälteste naturwissenschaftliche Gesellschaft in Deutschland. Sie steht allen Bevölkerungsteilen offen und beschränkt sich nicht auf rein akademische Kreise.

## Tätigkeit
Seit der Gründung hält sich die NGH bei der Auswahl der Themen für die monatlich anberaumten Vorträge an das schon in der Antike aufgestellte Schema der Einteilung der Naturwelt in die drei Reiche „Pflanzen - Tiere - Steine“. Hinzu kamen Beiträge über allgemeine Naturgeschichte, wie zum Beispiel Anthropologie und Reisebeschreibungen. Darauf aufbauend bilden auch heute noch Botanik, Zoologie und Geologie die drei Säulen der NGH. Zweck des Vereins ist seit 212 Jahren die Förderung und Verbreitung der Kenntnisse von der Natur. Im Einzelnen werden folgende Themen behandelt:
- Geologie
- Botanik
- Zoologie
- Paläontologie
- Archäologie
- Landschaftskunde
- Medizin
- Technik

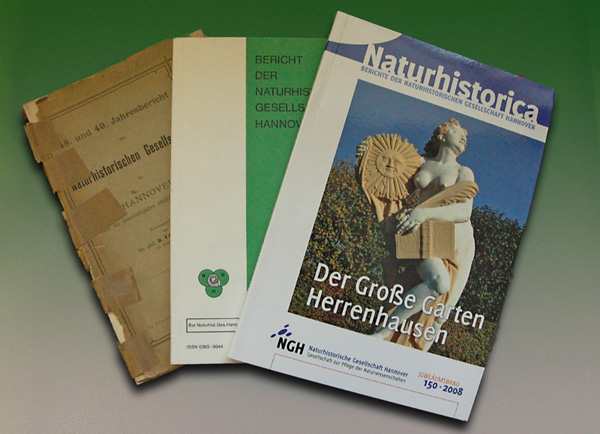
Berichtsbände von 1897, 1970 und 2008

Dazu werden Vortragsreihen im Winterhalbjahr mit anschließender Diskussion und etwa zehn jährlich stattfindenden Exkursionen veranstaltet. Dazu kommen die Herausgabe und das Sammeln naturwissenschaftlicher Veröffentlichungen. Die jährlich erscheinenden Berichte sind das wissenschaftliche Sprachrohr der Naturhistorischen Gesellschaft. Die Berichtsbände werden durch Beihefte, Sonderpublikationen und geologische Wanderkarten ergänzt. Bis heute sind 159 Berichtsbände (2017) und 14 Beihefte (bis 2002) sowie einige Sonderpublikationen erschienen. Das bisher umfangreichste Buchprojekt ist eine Veröffentlichung über den Deister, die 2017 erschienen ist.

## Aktuelle Struktur
Erster Vorsitzender ist Jörg Mutterlose und zweiter Vorsitzender ist Klaus D. Jürgens. Die Satzung sieht für den auf drei Jahre gewählten Vorstand zudem einen Schatzmeister und Schriftführer jeweils für Geowissenschaften, Biowissenschaften (Botanik) und Biowissenschaften (Zoologie) vor. Zudem kann der Vorstand einen auf fünf Jahre berufenen Beirat ernennen, der aktuell aus acht Personen besteht. Sitz der Gesellschaft ist das Niedersächsische Landesmuseum Hannover.

## Geschichte
Die NGH entstand aus einer 1797 unter dem Vorsitz des Hofmedicus August Ludwig Mensching gegründeten Lesegesellschaft, in der gemeinsam seltene und teure Bücher angeschafft wurden und reihum den Mitgliedern zur Verfügung standen (Erstkauf 38 Folianten im Wert von 138 Reichstalern). Die erste Satzung (Die Constitution der Naturhistorischen Gesellschaft Hannover) wurde am 13. April 1801 beschlossen und am 2. Dezember 1801 vom königlichen Ministerium genehmigt. Der erste interne Vortrag wurde am 1. Oktober 1798, der erste öffentlich Vortrag am 7. April 1858 gehalten.

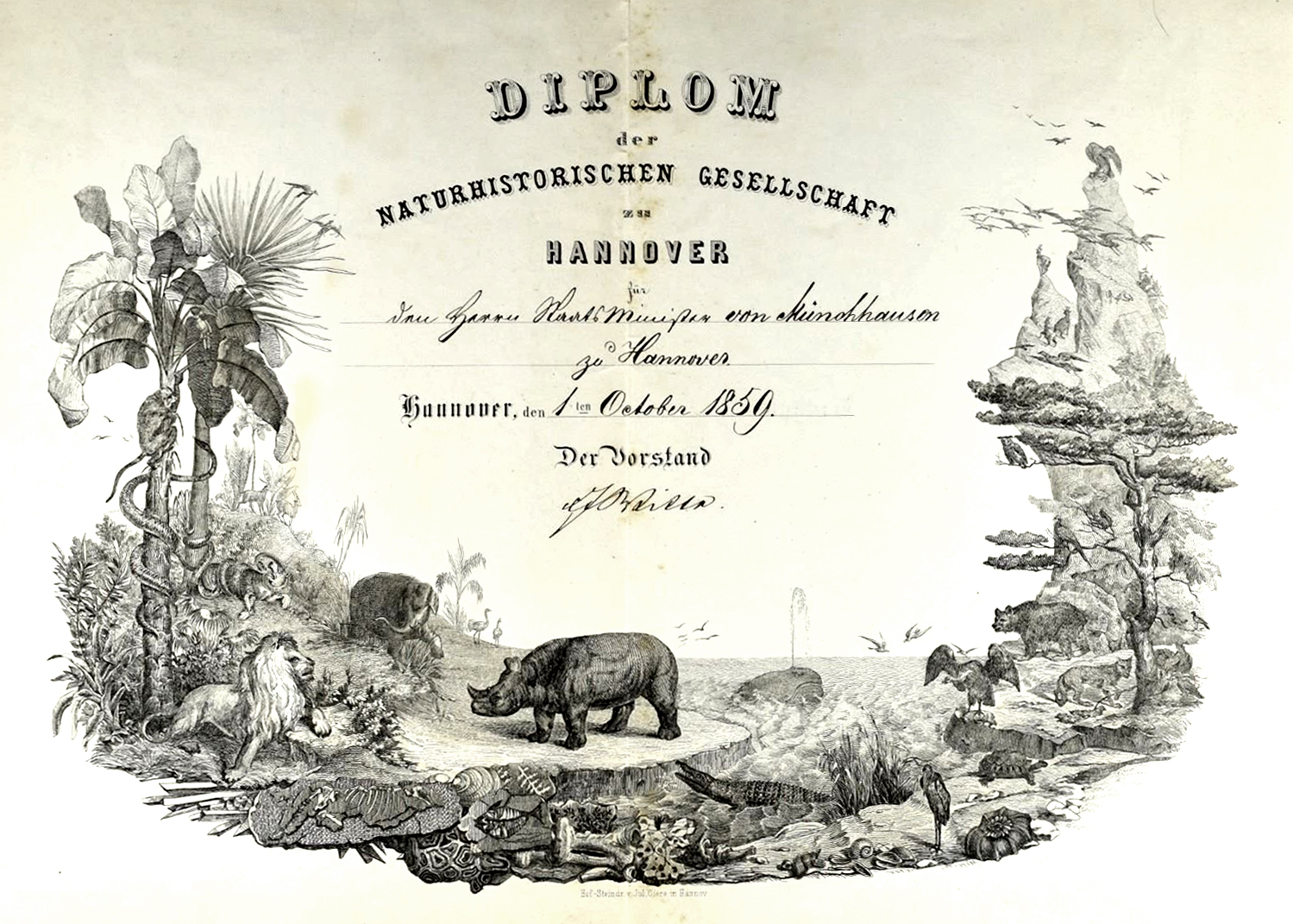
„Diplom“ der NGH von 1. Oktober 1859 für Staatsminister Alexander von Münchhausen mit Unterschrift des Vorstands Friedrich Ernst Witte;
Druck der Hof-Steindruckerei von Julius Giere

1821 bis 1822 war der Hofmedikus Johann Anton Lammersdorf erster Vorsitzender der Gesellschaft.
Ein erster Lehrausflug führte am 14. Juni 1863 zur Winzenburg bei Alfeld und die erste Publikation (Jahresbericht) erschien 1851 als Jahresbericht der Vereinigung zur Gründung eines naturhistorischen Museums. Vor allem ab Mitte des 19. Jahrhunderts startete die Gesellschaft unter ihrem Vorsitzenden Friedrich Ernst Witte (1853–1866) eine Reihe von Initiativen, die nachhaltigen Einfluss auf die Entwicklung der heutigen Landeshauptstadt Hannover hatten (Siehe Initiativen).
Bibliothek und Archiv der NGH wurden 1943 bei den Luftangriffen auf Hannover im Zweiten Weltkrieg durch Brandbomben total vernichtet. Die Gesellschaft besaß damals 4635 Einzelwerke und 23.365 Bände von Zeitschriften etc. Die Sammlungen der NGH überstanden die Zerstörungen des Zweiten Weltkrieges ohne größeren Schaden und bilden nach wie vor einen wesentlichen Teil des Bestandes der Naturkunde-Abteilung des Niedersächsischen Landesmuseums Hannover.
Nach dem Krieg wurde eine neue Bibliothek aufgebaut, die um 1960 als Schenkung an die Bibliothek der Technischen Universität Hannover (TU) gegeben wurde, es waren inzwischen wieder etwa 10.000 Stücke im Bestand. Von der Universitätsbibliothek aus wird seitdem der Tauschverkehr weltweit mit etwa 235 Tauschpartnern in etwa 128 Ländern der Erde durchgeführt. Nach dem Zweiten Weltkrieg versuchte die NGH im Laufe der Jahre auch zu einer verstärkten Diskussion der Vereinbarkeit von Ökologie und Ökonomie beizutragen. U. a. behandelten einige Berichte der letzten Jahre den Zustand von Boden, Luft und Wasser, verbunden mit den Auswirkungen auf Tiere und Pflanzen im Stadtgebiet von Hannover.
Die NGH ist heute nach der Gesellschaft Naturforschender Freunde zu Berlin die zweitälteste naturwissenschaftliche Gesellschaft in Deutschland, die jedermann zugänglich ist (keine Gelehrtengesellschaft) und seit ihrer Gründung ununterbrochen besteht. Alle anderen ehemals älteren Gesellschaften existieren inzwischen nicht mehr oder haben erst nach einer gewissen Zeit der Auflösung ihren Betrieb wieder aufgenommen.

## Initiativen

### Museum für Kunst und Wissenschaft

Museum für Kunst und Wissenschaft in Hannover (Lithografie um 1860)

1799 wurden der NGH anlässlich eines Vortrages 119 Gesteinsstücke und Mineralien aus dem Harz übergeben. Damit begannen die Mitglieder der NGH mit zunehmender Sammlungstätigkeit. Des Weiteren gelangten kleinere und größere Privatsammlungen als Schenkungen in die Bestände der NGH. 1849 wurden der NGH vom König unentgeltlich Räume im Prinzenhaus am Reitwall überlassen, damit Bibliothek und Sammlung zum Kern eines neu zu errichtenden Museums werden könnten. Gemeinsam mit dem Historischen Verein von Niedersachsen (gegr. 1835) und dem Verein für öffentliche Kunstsammlungen (gegr. 1848) startete man noch im Jahr 1850 einen öffentlichen Aufruf zu einer Initiative zum Bau eines Naturhistorischen Museums in Hannover. Mit finanzieller Unterstützung durch König Georg V. und durch den Magistrat der Stadt Hannover wurde das Museum für Kunst und Wissenschaft (heute Künstlerhaus) errichtet und am 23. Februar 1856 feierlich eingeweiht.

### Gründungsmitglied des Niedersächsischen Landesmuseums Hannover

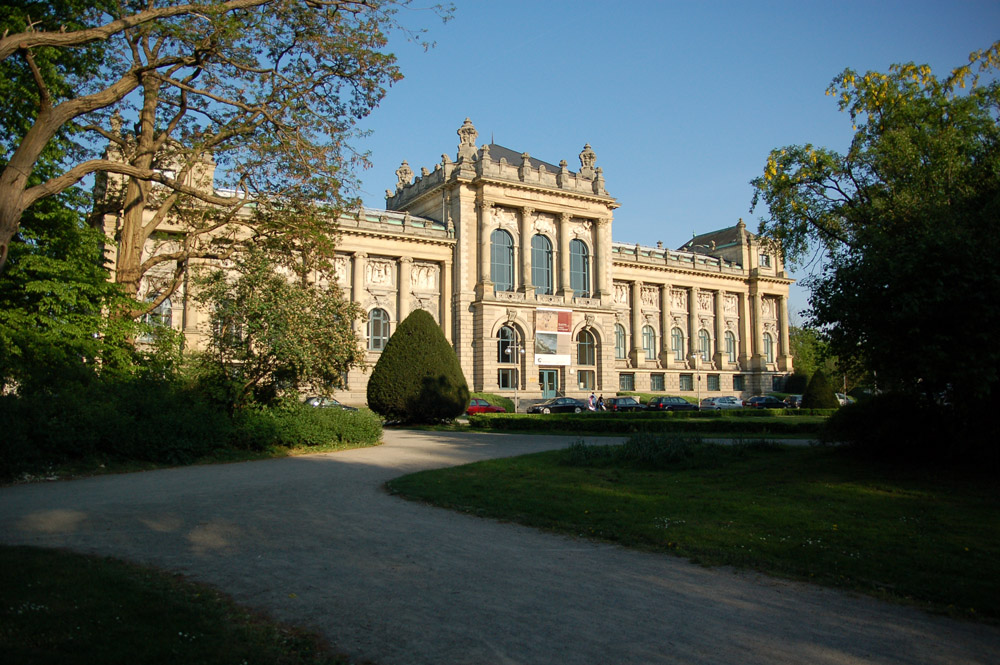
Niedersächsisches Landesmuseum in Hannover

Das Welfenhaus und viele Privatleute stifteten der NGH Mineralien, Fossilien, Tierpräparate und naturkundliche Objekte aller Art. Die Sammlungs- und Ausstellungsräume an der Sophienstraße waren daher bald für die Bestände zu klein. Da 1895 keine baulichen Erweiterungen mehr möglich waren, stellte der Provinzialausschuss einen Antrag auf Neubau im vorderen Teil der Masch. Ein Museumsneubau am Maschpark wurde geplant, und schon 1902 konnten Teile des neuen Hauses genutzt werden. 1906 verkaufte die NGH ihren gesamten Sammlungsbestand an das neue Provinzialmuseum, da man der wissenschaftlichen Arbeit mit dem Material den Vorrang vor einem reinen Ausstellungsbetrieb beimaß. Damit legte die NGH den Grundstock für die heutige Naturkunde-Abteilung des Niedersächsischen Landesmuseums Hannover.

### Gründung des Zoologischen Gartens

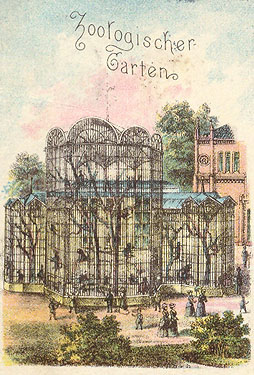
Zoologischer Garten Hannover

Die Anregung der NGH zur Gründung eines zoologischen Gartens stieß Mitte des 19. Jahrhunderts in Hannover auf breite Zustimmung. Die NGH richtete eine 3-köpfige Kommission ein, die Gespräche mit dem Magistrat der Stadt Hannover führte. Am 25. Februar 1863 fand eine Generalversammlung der Zoointeressenten statt, und im Sommer des gleichen Jahres wurde mit dem Bau eines zoologischen Gartens begonnen. Im Mai 1865 wurde der Zoologische Garten Hannover, heute Zoo Hannover, eröffnet. Sein Verwaltungsrat bestand zum großen Teil aus Mitgliedern der NGH.

### Bau des Schlachthofs in Hannover
Durch die Landflucht infolge der Industrialisierung ab Mitte des 19. Jahrhunderts entstanden in Hannover große hygienische Missstände, die eine ständige Gefährdung der Menschen bis hin zur Seuchengefahr darstellten. Wegen der vielen über das Stadtgebiet verteilten kleinen Schlachthöfen bildete die NGH im Dezember 1865 eine Kommission zur Gründung eines Schlachthauses, welche zunächst aber wenig Unterstützung bei den städtischen Gremien fand. Allerdings wurde die Trichinenschau noch im selben Jahr auf den hannoverschen Schlachtplätzen eingeführt. Erst eine in Linden im Jahr 1874 ausbrechende Trichinenepidemie und der daraufhin gegründete Verein zur Errichtung eines Schlachthauses in Hannover, brachte den Magistrat zur Einsicht, und an der heutigen Hans-Böckler-Allee wurde 1881 der neue Schlachthof eingeweiht.

### Mitwirkung in einer „Commission für die allgemeine Gesundheitspflege“
1872 war von 45 städtischen Brunnen 41 in schlechtem Zustand, durch Fäkalien und Schlachtabfälle verunreinigt und nur vier von mittelmäßiger Qualität. 1873 traten 60 Angehörige der NGH der neu gebildeten „Commission zur Verbesserung der öffentlichen Gesundheitspflege“ bei, die sich zunächst eine gesundheitlich einwandfreie Wasserversorgung der hannoverschen Bevölkerung zum Ziel gesetzt hatte. 1878 wurde ein Wasserwerk in Betrieb genommen, welches zunächst die Hälfte der Stadtbevölkerung versorgte. Ab 1890 begann die Stadt unter hohem Kostenaufwand mit dem Bau einer Kanalisation. 1870 wurde auf Anregung des Architekten- und Ingenieurvereins Hannover eine „Commission für Maßnahmen der allgemeinen Gesundheitspflege“ eingerichtet in welche die NGH vier Mitglieder entsandte. Auch in Ernährungsfragen engagierte sich die NGH. Bei Verarbeitung und Verteilung der Milch kam es häufig zu Verunreinigungen. 1911 regte die NGH als Lösungsvorschlag die Errichtung von Kühlhäusern (3°–7 °C) an.

### Gründungsmitglied des Niedersächsischen Heimatbundes
1905 wurde der Niedersächsische Heimatbund gegründet. Gründungsmitglied war die NGH, die noch heute Mitglied ist. 1934 trat sie der „Geschäftsstelle niedersächsischer Vereine“ (der spätere Kulturring) bei und blieb bis zu seinem Ende im Jahr 2000 dessen Mitglied.